# Ana Albertina Delgado Álvarez
Ana Albertina Delgado Álvarez (sinh tháng 4 năm 1963 tại La Habana, Cuba) là một nghệ sĩ Cuba. Các ngành học chính của bà là hội họa, nghệ thuật sắp đặt và nhiếp ảnh. Bà học tại Học viện Nacional de Bellas Artes San Alejandro ở La Habana, Cuba.  Năm 1988, Bà tốt nghiệp trường Instituto Superior de Arte (ISA), Havana, Cuba. Trong những năm 1980, bà là thành viên của nhóm Vinculación và nhóm Puré ở La Habana.

## Triển lẵm cá nhân
Hai triển lãm quan trọng nhất của bà là "Dentro del Labio" vào năm 1989.Dự án Castillo de la Fuerza, Havana, vào năm tiếp theo "La caja de los sueños". Phòng trưng bày Nina Menocal, Mexico.

## Triển lãm tập thể
Bà đã xuất hiện trong nhiều cuộc triển lãm tập thể, trong đó có "El ISA Saluda la Bienal". First Havana Biennial Bienal de La Habana, 1984. Galería L, Havana, cùng thời gian cô tham gia vào "Grupo Vinculación" Viện nghệ thuật cao cấp (ISA). Những triển lãm khác bao gồm "Kuba O.K. Aktuelle Kunst aus Kuba/Arte Actual de Cuba". 1990 Städtische Kunsthalle Düsseldorf, Düsseldorf, R.F.A. và "The Nearest Edge of the World: Art and Cuba Now.", 1991, Bảo tàng Nghệ thuật The Bronx, thành phố New York, Hoa Kỳ. "Breaking Barriers. Selections from the Museum of Art's Permanent Contemporary Cuban Collection", 11997, Bảo tàng Nghệ thuật, Fort Lauderdale, Florida, Hoa Kỳ. 

## Giải thưởng
Bà đã được trao tặng nhiều giải thưởng trong những dịp khác nhau như năm 1985 một Mention in Photography and Drawing, Cuộc thi 13 de Marzo, Havana. Năm 1986, bà đoạt giải XVI XVI Seminary of Martian Studies, Instituto Superior de Arte (ISA)  Havana,và năm 1987 Mention. Salón Playa '87, Phòng trưng bày Morando Servando Cabrera, Havana, Cuba. 

## Bộ sưu tập
Những tác phẩm của bà được đặt tại Galería Nina Menocal, México, D.F., trong Ludwig Forum für Internationale Kunst, Aachen, Alemania, tại Bảo tàng Nghệ thuật và Văn hóa Cuba, Miami, Florida, Hoa Kỳ, ở Trung tâm Nghệ thuật Kendall, Miami và Museo de Pontas Artes de La Habana, Cuba.